# حمام قدیمی روستای زرمان
حمام قدیمی روستای زرمان مربوط به دوره قاجار است و در شهرستان فیروزکوه، بخش ارجمند، روستای زرمان واقع شده و این اثر در تاریخ ۷ مهر ۱۳۸۱ با شمارهٔ ثبت ۶۳۳۸ به‌عنوان یکی از آثار ملی ایران به ثبت رسیده است.